# UGK
UGK (skrót od Underground Kingz) – amerykański duet hip-hopowy, powstały w 1987 w Port Arthur w Teksasie, reprezentujący nurt Dirty South inspirowany G-Funkiem; na południu USA uchodzą również za fundamentalistów rapu.
W jego skład wchodzili Bun B (Bernard Freeman) i Pimp C (Chad Butler, współautor tekstów i autor muzyki). Ich pierwszym legalnie wypuszczonym albumem był Too Hard to Swallow wydany w 1992, później wydali jeszcze kilka płyt notowanych na listach Billboard 200 i Top R&B/Hip-Hop Albums, jednym z nich była produkcja Underground Kingz, która zadebiutowała na pierwszej pozycji w notowaniu Billboard 200 w kwietniu 2007. Gościnnie występowali również w hitach innych wykonawców jak na przykład „Big Pimpin'”, który wydał Jay-Z i „Sippin' on Some Syrup” wydanym przez Three 6 Mafia. W 2005 Pimp C założył wytwórnie UGK Records. 4 grudnia 2007, Butler został znaleziony martwy w pokoju hotelowym w Hollywood w Kalifornii. Po jego śmierci Bun B wydał jeszcze ostatni album duetu, będący hołdem dla zmarłego przyjaciela pod tytułem UGK 4 Life.

## Historia
W 1992, UGK podpisało kontrakt na pięć albumów z Jive Records, wtedy wypuścili swój debiutancki album Too Hard to Swallow. Obok nowych nagrań znalazły się tam również utwory zaczerpnięte z wydanego wcześniej w podziemiu The Southern Way. Kilka piosenek, które znalazły się na płycie zostało napisanych w ostatniej chwili, najprawdopodobniej dlatego, że nie starczyło wcześniejszych nagrań. Pięć piosenek zostało wydanych dwa miesiące przed premierą Too Hard to Swallow na EP wydanym przez Bigtyme Recordz, a zatytułowanym Banned.
Ich drugi album Super Tight został wydany 2 lata później 30 kwietnia. Tym razem album dostał się na listę Billboard Hot 200 i od razu znalazł się na 95 pozycji. Trzeci album otrzymał tytuł Ridin’ Dirty i zadebiutował na 15 miejscu listy. Ridin’ Dirty był ostatnim z pięciu albumów wydanym w ramach kontraktu z Jive Records.
Rok 2000 okazał się dla grupy przełomowym. Wtedy to wystąpili gościnnie w dwóch wielkich hitach – Big Pimpin' autorstwa Jaya-Z i Sippin' On Some Syrup Three 6 Mafii. Oba utwory znacznie zwiększyły popularność duetu z Port Arthur i oczekiwanie na ich kolejny album. Jive Records jednak nie do końca sprostało wymaganiom fanów, jako że najnowszy album Dirty Money nie okazał się tak dużym hitem.
Problemy grupy stały się jeszcze większe kiedy w 2002 Pimp C trafił do więzienia za napad z bronią w ręku. Podczas pobytu kolegi w więzieniu Bun B występował gościnnie w wielu utworach różnych artystów, w każdym z nich wspominał o swoim partnerze lub wykrzykiwał słowa „Free Pimp C!” („Uwolnijcie Pimp C!”). Wielu innych artystów również nalegało w piosenkach o uwolnienie rapera, niezależnie czy w ich utworach gościnnie występowała druga połowa UGK czy też nie. W tym okresie Jive Records wypuściło album The Best of UGK, a także jego remix w wersji Chopped & Screwed. W wyniku pobytu Pimp C w więzieniu obaj członkowie grupy rozpoczęli kariery solowe.
Rap-a-Lot Records wypuściło na rynek 1 marca 2005 album Sweet James Jones Stories, który był pierwszym solowym krążkiem Pimp C. Później, 18 października 2005 swój solowy debiut zaliczył także Bun wydając album Trill. Debiutował on na 6. miejscu listy Billboard 200, a także na szczycie notowania Top R&B/Hip-Hop Albums.
30 grudnia 2005 Pimp został zwolniony z więzienia i miał przebywać na zwolnieniu warunkowym do grudnia 2009. Po wyjściu z więzienia wydał swój drugi solowy album zatytułowany Pimpalation 25 lipca 2006.
7 kwietnia 2007 on i Bun B wydali siódmy album UGK, pod tytułem Underground Kingz, który zawierał 26 utworów na 2 płytach CD. Wśród zaproszonych na płytę gości znaleźli się Talib Kweli, Too Short, Rick Ross, Z-Ro, Three 6 Mafia, Slim Thug, OutKast, a także legendy hip-hopu Kool G Rap i Big Daddy Kane w wyprodukowanym przez Marleya Marla utworze „Next Up”. Album zawierał także wyprodukowany przez DJ-a Paula i Juicy J utwór „International Player's Anthem (I Choose You)”, który został drugim singlem, po „The Game Belongs To Me”. W piosence „Two Types of Bitches” wystąpił brytyjski raper Dizzee Rascal, później UGK wystąpili na jego płycie Maths + English w utworze „Where's Da G’s”.

## Dyskografia
Opracowano na podstawie źródła.
- Too Hard to Swallow (1992)
- Super Tight... (1994)
- Ridin’ Dirty (1996)
- Dirty Money (2001)
- Underground Kingz (2007)
- UGK 4 Life (2009)